# Aurouër
Aurouër és un municipi francès, situat al departament de l'Alier i a la regió d'Alvèrnia-Roine-Alps. L'any 2007 tenia 369 habitants.

## Demografia

### Població
El 2007 la població de fet d'Aurouër era de 369 persones. Hi havia 134 famílies de les quals 32 eren unipersonals (16 homes vivint sols i 16 dones vivint soles), 35 parelles sense fills, 63 parelles amb fills i 4 famílies monoparentals amb fills.
La població ha evolucionat segons el següent gràfic:
Habitants censats

### Habitatges
El 2007 hi havia 166 habitatges, 141 eren l'habitatge principal de la família, 12 eren segones residències i 13 estaven desocupats. 162 eren cases i 3 eren apartaments. Dels 141 habitatges principals, 104 estaven ocupats pels seus propietaris, 33 estaven llogats i ocupats pels llogaters i 3 estaven cedits a títol gratuït; 7 tenien dues cambres, 12 en tenien tres, 45 en tenien quatre i 77 en tenien cinc o més. 99 habitatges disposaven pel capbaix d'una plaça de pàrquing. A 42 habitatges hi havia un automòbil i a 92 n'hi havia dos o més.

### Piràmide de població
La piràmide de població per edats i sexe el 2009 era:
| Homes | Edats   | Dones |
| ----- | ------- | ----- |
| 0     | 95 o +  | 0     |
| 4     | 90 a 94 | 4     |
| 0     | 85 a 89 | 0     |
| 0     | 80 a 84 | 0     |
| 0     | 75 a 79 | 0     |
| 16    | 70 a 74 | 16    |
| 0     | 65 a 69 | 0     |
| 8     | 60 a 64 | 8     |
| 0     | 55 a 59 | 8     |
| 8     | 50 a 54 | 0     |
| 8     | 45 a 49 | 4     |
| 20    | 40 a 44 | 16    |
| 24    | 35 a 39 | 28    |
| 12    | 30 a 34 | 0     |
| 12    | 25 a 29 | 12    |
| 0     | 20 a 24 | 8     |
| 12    | 15 a 19 | 8     |
| 24    | 10 a 14 | 4     |
| 4     | 5 a 9   | 20    |
| 16    | 0 a 4   | 8     |

## Economia
El 2007 la població en edat de treballar era de 231 persones, 180 eren actives i 51 eren inactives. De les 180 persones actives 173 estaven ocupades (93 homes i 80 dones) i 7 estaven aturades (1 home i 6 dones). De les 51 persones inactives 21 estaven jubilades, 16 estaven estudiant i 14 estaven classificades com a «altres inactius».

### Ingressos
El 2009 a Aurouër hi havia 143 unitats fiscals que integraven 383,5 persones, la mediana anual d'ingressos fiscals per persona era de 16.762 €.

### Activitats econòmiques
Dels 12 establiments que hi havia el 2007, 1 era d'una empresa alimentària, 1 d'una empresa de construcció, 3 d'empreses de comerç i reparació d'automòbils, 2 d'empreses d'hostatgeria i restauració, 1 d'una empresa immobiliària, 1 d'una empresa de serveis, 1 d'una entitat de l'administració pública i 2 d'empreses classificades com a «altres activitats de serveis».
Dels 2 establiments de servei als particulars que hi havia el 2009, 1 era un taller de reparació d'automòbils i de material agrícola i 1 restaurant.
L'únic establiment comercial que hi havia el 2009 era una fleca.
L'any 2000 a Aurouër hi havia 18 explotacions agrícoles que ocupaven un total de 1.599 hectàrees.

## Equipaments sanitaris i escolars
El 2009 hi havia una escola elemental.

## Poblacions més properes
El següent diagrama mostra les poblacions més properes.